# Тодор Шишков
Тодор Николов Шишков е български възрожденски учител и просветен деец.

## Биография
Роден е на 27 май 1833 г. в Търново. През 1840-те години прави един от преписите на „История славянобългарска“. Сътрудничи на периодичните издания „Цариградски вестник“, „Български книжици“, „България“, „Дунавски лебед“, „Време“, „Македония“, „Право“, списание „Читалище“ и седмичника „Българска пчела“.
По негова инициатива през 1850 година в Стара Загора се отваря първото читалище, което към 1877 година вече разполага с 15 хил. книги и 500 членове и с капитал от 12 хил. гроша.
През 1855 година излиза в негов превод от френски „Малка енциклопедия или първоначални познания за деца“, отпечатана в Цариград в три поредни издания. През 1860 г. превежда от гръцки и издава „Първа храна за човешкия ум, школска и домашна книга за децата“.
Заминава за Франция през 1861 година и през 1865 г. завършва „Колеж дьо Франс“ в Сорбоната в Париж, издържан от д-р Петър Берон. По време на следването си слуша лекции при известните публицисти Емил дьо Жирарден и Едуар Рьоне дьо Лабуле, юрист и политик. От 1871 до 1873 г. е назначен в Цариград, а после – в Сливен, след което отново учителства в Търново. 
Директор на Варненската държавна мъжка гимназия “Фердинанд I” (1880).
Умира на 15 юни 1896 г. в гр. Варна.

## Творчество
Автор е на множество учебници:
- 1869 – „Наръчен учебник на начална математика в три курса; аритметика, алгебра и геометрия за народните ни училища“ (Търново)
- 1872 – „Начална българска граматика“ (Търново)
- 1873 – „Елементарна словесност. Теория на словесността“ с приложение „Кратък исторически обзор на българската литература“ (Цариград)
- 1873 – „История на българския народ“ (Търново)

Превежда и издава художествени книги, сред които:
- „Велизарий“ (историческа драма) – Х. Траудцен
- „Странствованията на Телемаха“ – Фенелон
- „Малък Робинзон“
- „Чичо Томовата колиба“.

Автор е на комедията „Не-ще-може! (или Глезен Мирчо)“, издадена през 1873 г. в Цариград.